# ستيفن إف. براور
ستيفن إف. براور (بالإنجليزية: Stephen F. Brauer)‏ هو شخصية أعمال أمريكي، ولد في 1945 في سانت لويس في الولايات المتحدة.